# Église Saint-Sébastien de Wurtzbourg
L'église Saint-Sébastien est une église catholique romaine de Wurtzbourg, dans le quartier de Heuchelhof.

## Histoire
Heuchelhof est le quartier le plus récent et le plus vaste de Wurtzbourg. La zone résidentielle fait d'abord partie de la paroisse Saint-Laurent de Heidingsfeld ; Heuchelhof a sa propre paroisse en 1971. 
L'église est consacrée après deux ans de construction le 12 octobre 1977 par l'évêque Josef Stangl. Elle est dédiée à saint Sébastien que l'on pria contre la peste.
Le vitrail derrière l'autel est l'œuvre de Carl Clobes (de).

## Source
- (de) Cet article est partiellement ou en totalité issu de l’article de Wikipédia en allemand intitulé « St. Sebastian (Würzburg-Heuchelhof) » (voir la liste des auteurs).